# Гордон, Патрик
Па́трик Леопо́льд Го́рдон оф Охлухрис (англ. Patrick Leopold Gordon of Auchleuchries), в России известен как Пётр (или Па́трик) Ива́нович Го́рдон (31 марта (10 апреля) 1635, поместье Охлухрис, Абердиншир, Шотландия — 29 ноября (9 декабря) 1699, Москва, Россия) — шотландский и российский военачальник, генерал (1687) и контр-адмирал (1694) русской службы. 
Почти всю жизнь провёл на службе иностранным коронам; верно служа России, оставался ревностным католиком и якобитом и до самой смерти считал себя подданным свергнутой британской династии Стюартов.
На российской военной службе состояли также его сыновья Джон (Иван), граф Джеймс (Яков), Теодор (Фёдор) и родственники Александер Гордон оф Охинтул, Томас Гордон и другие.
Незадолго до кончины принял на католической конфирмации имя Леопольд.

## Биография

### Происхождение
Представитель одного из древнейших (с XII века) и знатнейших кланов Шотландии (ветвь Хэддо-Охлухрис). В 1320 году его прямой предок, сэр Эдам Гордон оф Стрэтбоги, вручил папе Римскому Иоанну XXII манифест независимости Шотландии, будучи послом короля Скоттов Роберта I Брюса.

### Служба вне России
В 16 лет покинул охваченную гражданской войной родину и поступил в Браунсбергскую иезуитскую коллегию (Бранево, Королевская Пруссия, ныне Польша), не окончив которой, в июле 1655 года записался рядовым рейтаром в конный полк герцога Саксен-Лауэнбургского в составе шведской армии короля Карла Х и храбро бился в Северной войне 1655—1660 годов. Взятый в плен после битвы под Варшавой, перешёл под знамёна Польши, сражался с русскими и татарами и был произведён в капитан-лейтенанты. С отличием действовал против русских как командир лейб-драгун князя Ежи Любомирского в Чудновской кампании 1660 г. Русский посол в Варшаве З. Ф. Леонтьев узнал о способностях Гордона и уговорил его перейти в царскую службу.

### На русской службе
2 сентября 1661 года Патрик Гордон вместе с другими шотландскими офицерами (включая Пола Мензиса) прибыл в Москву и был записан в Иноземском приказе в чине майора в солдатский полк своего земляка Д. Крофорда (Краферта) (как раз вернувшегося в Россию из польского плена). С 1664 года — подполковник, в феврале 1665 года произведён в полковники, а в 1666 году послан с царской грамотой в Англию.
После возвращения много лет прослужил на юге России (1667—1685 годы), особенно в Севске, принимая участие в военном управлении краем. В 1671 году ходил с полком на усмирение бунтующих казаков в Новый Оскол. В 1676 году участвовал в военных действиях против П. Дорошенко.

### Чигиринские походы
В 1677 году во главе драгунского полка участвовал в Первом Чигиринском походе и, следуя в русском авангарде, устроил укрепление при Бужинской переправе.
Особенно прославился при героической обороне Чигирина от огромной Османской армии во Втором Чигиринском походе: ещё в апреле 1678 года во главе своего драгунского полка прибыл в Чигирин, во время осады, после гибели 3 августа воеводы И. И. Ржевского, возглавил гарнизон, лично поджег пороховой магазин и покинул крепость одним из последних, за что 20 августа 1678 года произведён в генерал-майоры.

### Под началом В. В. Голицына
После оставления Чигирина получил назначение в Киев и занялся его укреплением, будучи одним из лучших в России военных инженеров. В 1683 году произведён в генерал-поручики.
Вскоре вызвал неудовольствие князя В. В. Голицына своим ходатайством об отъезде на родину, за что ему пригрозили разжалованием в прапорщики, хотя эта угроза не осуществилась.
В 1686 году король Англии и Шотландии Джеймс (Яков II (VII)) пожаловал Гордона рангом чрезвычайного британского посланника в России, но назначение не было утверждено царским правительством, поскольку он оставался на русской военной службе. В 1687 году он назначен командиром 2-го выборного Московского (позже — Бутырского) полка.
Под началом Голицына участвовал в Крымских походах 1687 и 1689 годов, несмотря на неудачу первого похода, 9 сентября 1687 года получил чин полного генералa.

### В царствование Петра I
Блестящий смотр, произведённый юным Петром I Бутырскому полку 3 февраля 1687 года, зародил в нём симпатии к Гордону.
События 1689 года, приведшие к падению царевны Софьи, поставили Гордона в близкие и даже дружеские отношения с царём. 4 сентября в Иноземскую слободу пришла царская грамота, в которой Петр приказывал иноземным генералам и офицерам прибыть к нему в Троице-Сергиеву лавру. Гордон, как старший из иностранных офицеров, счёл необходимым идти в Лавру, вопреки воле царевны и князя Голицына. Но, принимая такое решение, Гордон в то же время уведомил о царском указе князя Голицына и просил его согласия для следования в Лавру. Смущённый Голицын ответил, что покажет грамоту царю Ивану и царевне и тогда скажет, что делать. Гордон возразил, что когда царю и его семейству грозит опасность, начальник должен исполнять долг присяги, хотя бы и не получив приказа от вышестоящего начальства. Не дождавшись до вечера ответа Голицына, Гордон во главе иноземных офицеров отправился в Лавру, куда прибыл на следующий день. Во многом благодаря этому Пётр одержал победу без кровопролития, что побудило его с особой признательностью относиться к Гордону. После Троицкого похода Гордон становится руководителем всех военных занятий Петра, хотя гипотеза о командовании им также 1-м выборным Московским полком в дневнике самого Гордона не подтверждается.
Гордон обладал зрелым умом, большими военными познаниями, имел богатый боевой опыт, умел держать войсковые части в строгой дисциплине, был распорядителен и храбр, но в то же время предусмотрителен, осторожен и скромен. Свои военные практические знания Гордон поддерживал и освежал изучением лучших военных сочинений по артиллерии, фортификации, устройству и образу действий войск в различных государствах. Обладая во всех отношениях высокими нравственными качествами, Гордон был любим и уважаем не только обитателями Иноземской слободы в Москве, но и многими из русских.
Ещё в 1688 году десятки хорошо обученных Гордоном солдат пополнили ряды рождавшегося Преображенского полка. Шотландец стал «крёстным отцом» российской гвардии, впервые применив этот термин к петровским «потешным» в своём Дневнике 8 августа 1689 года, и многое сделал для их превращения в боеспособные регулярные части. Первые командиры преображенцев и семёновцев: Ю. фон Менгден, А. Шарп (Шарф) и И. И. Чамберс — ставленники Гордона, причем последние двое — тоже из шотландцев.
Начиная с января-февраля 1690 года он постоянно ездит в Преображенское и почти неразлучен с младшим царём. О значении этого человека говорит тот факт, что первый в истории визит русского царя к иноземцу состоялся 30 апреля 1690 года, когда Пётр I со свитой пожаловал именно в дом Гордона в Иноземской слободе. Их долгие и доверительные беседы касались всевозможных вопросов европейской политики, устройства, содержания и вооружения войск.
Отныне Гордон руководил войсковыми учениями, стрельбами, полевыми фортификационными работами, устройством военных лагерей, отработкой способов построения. Он обращал особое внимание на стрельбу в цель и действия гренадеров, из которых он впервые в России составил особую роту в своём полку. Учения отдельных полков перешли в общевойсковые, отдельные упражнения пехоты — в баталии пехоты и конницы. Венцом занятий Гордона с Петром были манёвры.

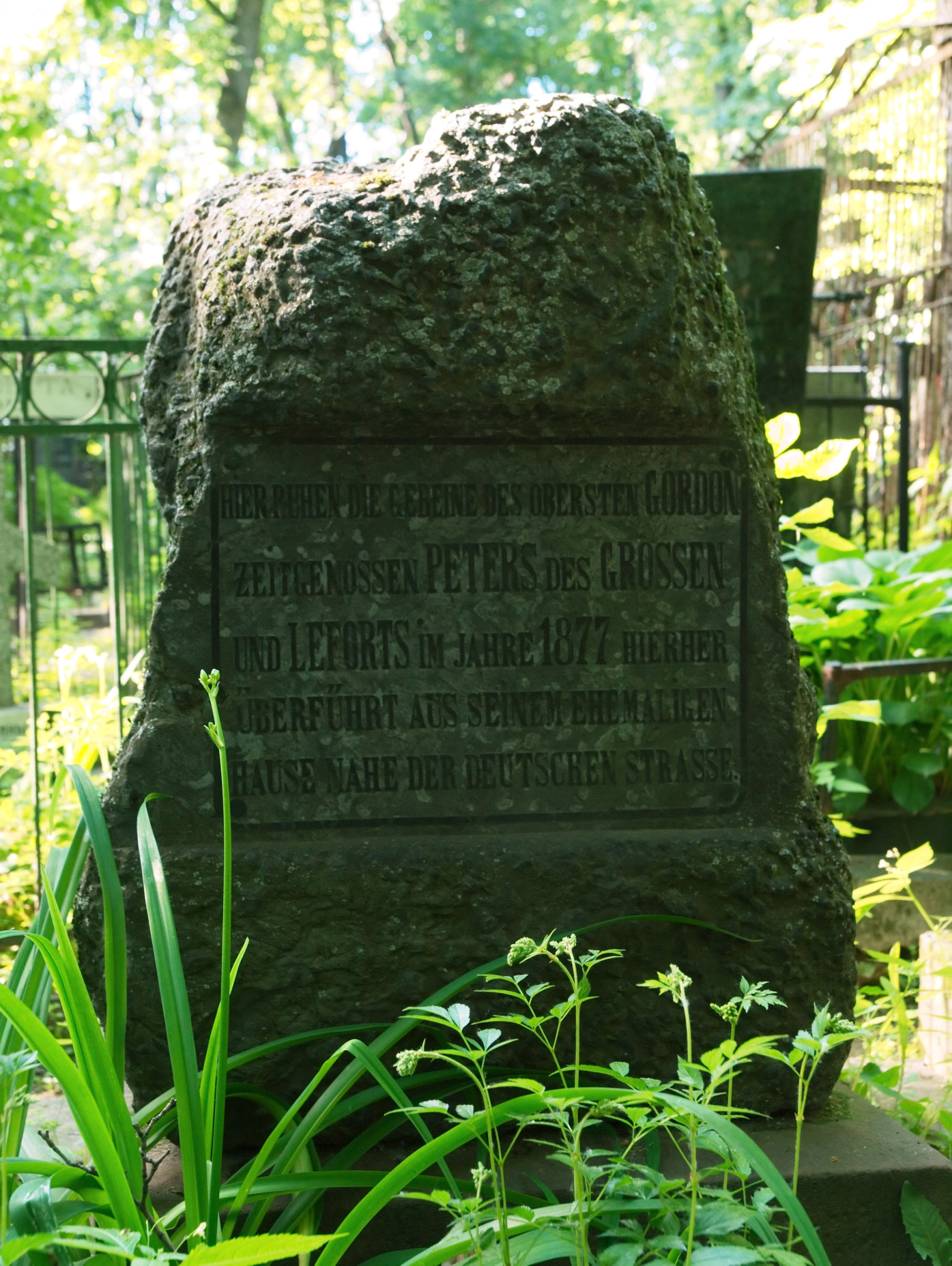
Предполагаемая могила Патрика Гордона на Введенском кладбище. Перенесена в 1877 из бывшей Немецкой слободы.

В 1694 году Гордон в ранге первого русского контр-адмирала (шаутбенахта) участвует в поездке Петра в Архангельск и на Белое море и переводит на английский первый свод русских морских сигналов, а чуть позже он уже главный руководитель Кожуховского похода. Знающий, уравновешенный и осторожный Гордон много способствовал развитию у царя выдержки и осмотрительности при решении военных и политических вопросов.
В 1695 и 1696 годах он был одним из русских военачальников в Азовских походах, наряду с А. М. Головиным и Ф. Лефортом, причем руководил осадными работами, исполняя обязанности инженер-генерала. Гордон был главным инициатором взятия этой крепости с помощью «подвижного» земляного вала в 1696 году.
В 1698 году под формальным начальством боярина А. С. Шеина он разгромил мятежных стрельцов под Воскресенским Новоиерусалимским монастырём, после того как дважды, рискуя жизнью, ездил в стан бунтовщиков.
Будучи ревностным католиком, Гордон в 1684 году добился у царей разрешения основать в Москве первый в России постоянный католический храм, чему доселе категорически противилось как православное духовенство, так и протестантское большинство обитателей московской Немецкой слободы. Деревянная часовня была построена к 1687 году, но в 1705 году сгорела. Каменная церковь на её месте была возведена в 1706 году.
На надгробном памятнике на Введенском кладбище в Москве (участок № 11, на границе с участками № 9 и № 15) надпись на немецком языке сообщает, что здесь покоятся останки полковника Гордона, современника Петра Великого и Лефорта, перенесённые сюда в 1877 году из бывшего дома вблизи Немецкой улицы. Оригинальная надгробная плита хранится в собрании Государственного исторического музея (латинская надпись на его надгробии гласит: «Sacrae Tzareae Majestatis /
Militiae Generalis /
Patricius Leopoldus Gordon /
Natus Anno Domini 1635 /
die 31 Martii /
Denatus Anno Domini /
1699 die 29 Novembris /
Requiescat in pace»).

## Семья
Был дважды женат, оба раза на нидерландках, живших в московской Новой Немецкой слободе:
1-я жена (с 26.01.1665) — Катарина фон Бокховен (1650—1671), дочь генерал-майора русской службы Филиппа Альберта ван Бокховена
- Кэтрин Элизабет (1665—1739)
  - первый муж (с 1680) — полковник русской службы Рудольф (Родион) Страсбург
  - второй муж (с 15 февраля 1698 года) — генерал-майор русской армии Александер Гордон оф Охинтул (1669—1751)
- Джон (1667—1712), прапорщик русской службы, затем поселился в Шотландии
- Джеймс (Яков Петрович) (1668—1722), после смерти отца в 1699—1705 годах полковник Бутырского полка[6], с 1701 граф Священной Римской Империи, затем бригадир[7]

2-я жена — Элизабет Ронаэр. Все дети от второго брака, кроме Мэри и Теодора, умерли в детстве.
- Мэри (1673 — после 1698)
  - первый муж (с 23 сентября 1690) — капитан русской службы Дэниэль Крофорд[8]
  - второй муж (с 12 мая 1692 года) — майор русской службы Карл Шневенц[9]
- Теодор (Фёдор Петрович) (1681—1734) — полковник русской службы, в годы Северной войны командовал Киевским драгунским полком, отстранён от командования в 1712 году после того, как его полк понёс тяжёлые потери в столкновении с поляками при Пыздрах 1/12.06.1712[10][11].
- Джордж (1-й)
- Джордж (2-й)
- Питер
- Дженет[5]

## Дневник Гордона
Гордон оставил после себя уникальный по подробности и широте сведений дневник на английском языке, охватывающий почти всю жизнь автора (оканчивается 31 декабря 1698 года) и почти половину европейского пространства за полстолетия. Он дошёл до нас не полностью: 1668—1676 и 1679—1683 годы утеряны. Этот памятник хранится в РГВИА в Москве, частичная копия (1684—1698) — в РНБ в Петербурге. Ныне завершено первое полное научное издание «Дневника» как в подлиннике, так и в русском переводе.
Изучая описания мест, которые посетил генерал, историки могут судить об их состоянии на конец XVII века. Так, благодаря краткому описанию Дивногорского мужского монастыря, была вынесена гипотеза о более раннем существовании обители. Особенно много даёт труд Гордона для истории войн с Речью Посполитой, Турцией и Швецией, военного устройства, личности Петра Великого, общественного и хозяйственного быта того времени.

## В культуре
- Один из персонажей исторического романа А. Н. Толстого «Пётр Первый». В экранизации двух  частей романа (Юность Петра, В начале славных дел, 1980; режиссёр Сергей Герасимов) роль Патрика Гордона исполнил Хельмут Шрайбер.
- Один из персонажей исторического романа Ю. П. Германа «Россия молодая». В экранизации романа «Россия молодая» роль Патрика Гордона исполнил Бруно Фрейндлих.
- Один из персонажей исторического романа Роберта Масси «Пётр Великий. Его жизнь и его мир». В экранизации романа «Пётр Великий» роль Патрика Гордона исполнил Джереми Кемп.